# Patrick Davin
Pour les articles homonymes, voir Davin.
Patrick Davin, né le 16 février 1962 à Huy et mort le 9 septembre 2020 à Bruxelles, est un chef d'orchestre belge.

## Biographie
Patrick Davin naît le 16 février 1962 à Huy (Belgique),.
Il fait des études de piano et de violon à l'académie de Huy, puis au Conservatoire royal de Liège, où il suit une formation complète (solfège, histoire de la musique, analyse musicale, diplôme supérieur de violon, harmonie, contrepoint et fugue). Il obtient un Premier Prix de direction d'orchestre dans la classe de Roger Rossel et continue sa formation au conservatoire de Toulon, où il obtient la Médaille d'or de direction et le Prix de Perfectionnement (spécialité direction lyrique). Entre-temps, il est assistant dans la classe de violon du conservatoire liégeois, et enseigne l'analyse musicale. Il est également l'élève de René Defossez, Pierre Boulez et de Peter Eötvös,.
En 1992, Patrick Davin est finaliste du Concours international de jeunes chefs d'orchestre de Besançon. Il commence dès lors à travailler comme assistant de plusieurs grands chefs d'orchestre tels Sylvain Cambreling, Günther Herbig ou Luciano Berio. 
Entre 1988 et 1999, il est professeur d'analyse musicale au Conservatoire royal de Liège. 
Très investi dans le domaine de la musique contemporaine, il dirige l'ensemble belge Musiques nouvelles, entre 1993 et 1999, puis l'ensemble L'Itinéraire à Paris à partir de 1999. 
Il dirige également à l'opéra, prend la direction artistique du Chœur de chambre de Namur et devient premier chef invité de l'Opéra de Marseille entre 2004 et 2007, et premier chef invité à l'Opéra royal de Wallonie à partir de 2005. 
En mars 2012, Patrick Davin est nommé directeur musical et artistique de l'Orchestre symphonique de Mulhouse avec entrée en fonction à partir de la saison 2013-2014. Il reste à la tête de l'orchestre alsacien jusqu'en 2018. En juillet 2020, il est nommé directeur du domaine musique du Conservatoire royal de Liège. 
Il a assuré la création d'un nombre important d'œuvres de compositeurs contemporains tels que Jean-Louis Agobet, Philippe Boesmans (Au monde, opéra, 2004), Jean-Yves Bosseur, Régis Campo (Faërie, 2001), Édith Canat de Chizy (L'Ibis rouge, 2014), Charles Chaynes (Cecilia, opéra, 2000), Vinko Globokar, Michaël Lévinas, Bruno Mantovani, Benoît Mernier (La Dispute, opéra, 2013), Henri Pousseur et Marco Stroppa, notamment. 
En tant que chef d'orchestre, il a dirigé l'Ensemble Modern de Francfort, la Deutsche Kammerphilharmonie de Brême, les orchestres des radios de Stuttgart et de Munich, l'Orchestre de la Suisse romande, Het Orkest van het Oosten et le Nieuw Sinfonietta aux Pays-Bas, le Jonde et le Teatro Real en Espagne, le Klangforum de Vienne, l'Orchestre philharmonique du Luxembourg, l'Orchestre national des Pays de la Loire, l'Ensemble intercontemporain, l'orchestre national de Lille, l'Orchestre de Bretagne, celui de Rouen, celui de Marseille, les orchestres du Conservatoire national supérieur de musique et de danse de Paris, l'orchestre philharmonique de Nice, l'Orchestre national d'Île de France et l'Orchestre philharmonique de Radio France, l'orchestre philharmonique de Liège, l'orchestre national de Belgique et la Philharmonie de Flandres.
À l'opéra, il dirige des productions mises en scène par Luc Bondy à La Monnaie, à l'Opéra National de Lyon et au Théâtre du Châtelet. Il a été premier chef invité à l'Opéra de Marseille et à l'Opéra royal de Wallonie, et a dirigé La Damnation de Faust de Berlioz à l'Opéra Bastille (juin 2006), Arabella de Richard Strauss à Opéra royal de Wallonie à Liège (septembre 2006), Dialogues des carmélites de Francis Poulenc à Marseille (novembre 2006), Pelléas et Mélisande de Claude Debussy à Opéra royal de Wallonie à Liège (mars 2007), Die Walkure (La Walkyrie) de Richard Wagner à Marseille (mai 2007), Madame Butterfly à Marseille (octobre-novembre 2007), La Belle Hélène de Jacques Offenbach à Toulouse (décembre 2007), Don Giovanni de Mozart à Monte-Carlo (février 2008), Le Roi d'Ys d'Édouard Lalo à Liège (mars-avril 2008), Louise de Charpentier avec Mireille Delunsch dans le rôle-titre à l'Opéra Bastille (juillet 2008).
Patrick Davin meurt à Bruxelles le 9 septembre 2020 à l'âge de 58 ans, d'une crise cardiaque, alors qu'il devait diriger à La Monnaie une répétition de l'opéra Is this the end ? de Jean-Luc Fafchamps,,. Il est inhumé au cimetière d'Amay (Amay Nouveau).